# Curio (planta)
Curio es un género de plantas herbáceas perteneciente a la familia de las asteráceas. Comprende 29 especies descritas y 17 aceptadas.

## Distribución
El área de distribución nativa de este género se encuentra en África austral, sin embargo se ha introducido en algunas partes de América del Norte y del Sur, así como Europa Meridional y el Sur de Oceanía.

## Descripción
Son plantas suculentas de hoja perenne las cuales son largas y estriadas, las cabezas de flores son discoides que carecen de floretes radiales. Las plantas de este género se cultivan por su valor ornamental.

## Taxonomía
El género fue descrito por Paul V. Heath y publicado en Calyx. Sutton under Whitestone Cliffe, 5(4): 136, en 1997, algunos estudios más recientes consideran que Curio es un mero sinónimo de Senecio, no obstante, todas las especies descritas pertenecían a este último.

#### Etimología
Curio: nombre genérico que deriva del vocablo latino curiōsus, "curioso", elegido probablemente debido a la apariencia inusual y atractiva de estas plantas.

## Especies
- Curio acaulis (L.f.) P.V.Heath, 1997
- Curio archeri (Compton) P.V.Heath, 1997
- Curio citriformis (G.D.Rowley) P.V.Heath, 1997
- Curio corymbifer (DC.) Eggli, 2017
- Curio crassulifolius (DC.) P.V.Heath, 1999
- Curio ficoides (L.) P.V.Heath, 1999
- Curio hallianus (G.D.Rowley) P.V.Heath, 1999
- Curio herreanus (Dinter) P.V.Heath, 1997
- Curio muirii (L.Bolus) van Jaarsv., 2015
- Curio ovoideus (Compton) P.V.Heath, 1997
- Curio pinguifolius (DC.) P.V.Heath, 1999
- Curio pondoensis (van Jaarsv. y A.E.van Wyk) J.C.Manning, 2013
- Curio radicans (L.f.) P.V.Heath, 1999
- Curio repens (L.) P.V.Heath, 1997
- Curio rowleyanus (H.Jacobsen) P.V.Heath, 1999
- Curio sulcicalyx (N.E.Br.) P.V.Heath, 1999
- Curio talinoides (DC.) P.V.Heath, 1997